# Rim Jong-sim

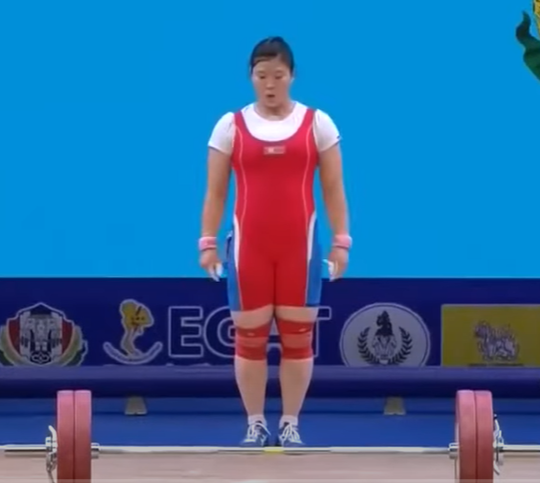
Rim Jong-sim, 2020

Rim Jong-sim (* 5. Februar 1993 in Pjöngjang) ist eine nordkoreanische Gewichtheberin. Sie wurde 2012 Olympiasiegerin in der Gewichtsklasse bis 69 kg Körpergewicht.

## Werdegang
Rim Jong-sim begann als Jugendliche in Pjöngjang mit dem Gewichtheben. Die 1,63 Meter große Athletin absolvierte ihren ersten internationalen Start bei der Junioren-Weltmeisterschaft (U 17) in Chiang Mai/Thailand. Sie startete dabei in der Gewichtsklasse bis 58 kg und kam mit einer Zweikampfleistung von 212 kg (92–120) hinter der Chinesin Deng Wei, die im Zweikampf 222 kg (98–124) erzielte, auf den 2. Platz.
Im September 2010 wurde sie bei der Weltmeisterschaft der Frauen in Antalya in der Gewichtsklasse bis 63 kg eingesetzt. Sie kam dort mit 231 kg (104–127) auf den 5. Platz. Im November 2010 belegte sie bei den Asienspielen in Guangzhou/China in der Gewichtsklasse bis 69 kg mit 232 kg (103–129) den 4. Platz.
Bei der Junioren-Weltmeisterschaft (U 20) 2011 in Penang gewann Rim Jong-sim in der Gewichtsklasse bis 63 kg wieder eine Medaille. Sie erzielte dort im Zweikampf 225 kg (97–128) und kam damit hinter Tima Turijewa, Russland, 229 kg (102–127) und Karina Goritschewa, Kasachstan, 227 kg (100–127) auf den 3. Platz, der ihr eine Bronzemedaille einbrachte.
2012 wurde Rim Jong-sim bei den Olympischen Spielen in London in der Gewichtsklasse bis 69 kg eingesetzt. Sie überraschte dort im Zweikampf mit einer gewaltigen Steigerung auf 261 kg (115–146), die ihr die Goldmedaille vor Roxana Cocoș, Rumänien, die auf 256 kg (113–143) kam und Maryna Schkermankowa, Belarus, die ebenfalls 256 kg (113–143) erzielte, einbrachte.
2013 war Rim Jong-sim bei der Asienmeisterschaft in Astana am Start. Sie erzielte dabei in der Gewichtsklasse bis 69 kg im Zweikampf 255 kg (112–143), unterlag aber ihrer Landsfrau Ryo Un-hui, die auf 263 kg (118–145) kam und bei der Weltmeisterschaft dieses Jahres in Wrocław den Vorzug vor Rim Jong-sim erhielt.

## Internationale Erfolge
| 2009 | 2.   | Junioren-WM (U 17) in Chiang Mai/Thailand | bis 58 kg | mit 212 kg (92–120), hinter Deng Wei, China, 222 kg (98–124), vor Sulfija Tschinschanlo, Kasachstan, 207 kg (92–115)                                           |
| 2010 | 5.   | WM in Antalya                             | bis 63 kg | mit 231 kg (104–127); Siegerin: Maija Manesa, Kasachstan, 248 kg (105–143) vor Sibel Şimşek, Türkei, 241 kg (111–130)                                          |
| 2010 | 4.   | Asien-Spiele in Guangzhou/China           | bis 69 kg | mit 232 kg (103–129), hinter Liu Chunhong, China, 242 kg (110–132), Sinta Darmariani, Indonesien, 238 kg (101–137) und Wang Yan-Jhen, Taiwan, 233 kg (100–133) |
| 2011 | 3.   | Junioren-WM (U 20) in Penang              | bis 63 kg | mit 225 kg (97–128), hinter Tima Turijewa, Russland, 229 kg (102–127) und Karina Goritschewa, Kasachstan, 227 kg (100–127)                                     |
| 2012 | Gold | OS in London                              | bis 69 kg | mit 261 kg (115–146), vor Roxana Cocoș, Rumänien, 256 kg (113–143) und der gedopten Maryna Schkermankowa, Belarus, 256 kg (113–143)                            |
| 2013 | 2.   | Asienmeisterschaft in Astana              | bis 69 kg | mit 255 kg (112–143), hinter Ryo Un-hui, Nordkorea, 263 kg (118–145), vor Yu Ying, China, 228 kg (100–128)                                                     |

Erläuterungen
- alle Wettkämpfe im Zweikampf, bestehend aus Reißen und Stoßen
- OS = Olympische Spiele, WM = Weltmeisterschaft